# خوزه پارادلا
خوزه پارادلا (انگلیسی: José Paradela؛ زادهٔ ۱۵ دسامبر ۱۹۹۸) بازیکن فوتبال اهل آرژانتین است.
از باشگاه‌هایی که در آن بازی کرده‌است می‌توان به باشگاه فوتبال جیمناسیا لاپلاتا اشاره کرد.